# داللرجة (جرجر)
داللرجة (بالكردية: Bagoz‏) (بالتركية: Dallarca)‏ هي قرية كرديّة تتبع إداريّاً لمديرية جرجر في محافظة أديامان التركية، بلغ عدد سكانها 204 نسمة في عام 2021.